# Barrage de Sürgü
Le barrage de Sürgü est un barrage poids de Turquie, sur la rivière Sürgü Çayı, dans la province de Malatya.

## Présentation
Ce barrage en remblai de terre (barrage poids) a été construit entre les années 1965 et 1969 et mis en service en 1969.
La hauteur est de 55 m, le volume du réservoir de 71 hm3, la superficie du réservoir de 5 km2, et le volume du remblai est de 1 220 dam3 ou 1,22 million de m3.